# Cas Haley
Cas Haley (ur. 27 grudnia 1980 w Paris) – amerykański gitarzysta i wokalista, który zdobył popularność po występie w drugiej edycji programu America’s Got Talent w 2007 roku. Gra zarówno na gitarze elektrycznej jak i na akustycznej. Jest również członkiem zespołu Woodbelly.
Nie wygrał programu, jednak 14 lutego 2008 roku wydał debiutancki album zatytułowany jego imieniem i nazwiskiem.

## Występy podczas America’s Got Talent
- Chicago: "Walking on the Moon" The Police
- Las Vegas: "Living for the City" Steviego Wondera
- Półfinały: "Higher and Higher" Jackiego Wilsona
- Finałowa dziesiątka: "Bring it on Home to Me" Sama Cooke’a
- Finałowa ósemka: "Easy" Lionela Richiego
- Finałowa czwórka: *Wybór jurorów* "Can’t Help Falling in Love" UB40
- Finałowa czwórka: *Wybór finalistów* "Sir Duke" Steviego Wondera
- Finał: "Red Red Wine" razem z UB40.

## Dyskografia
- 14 lutego 2008 – Cas Haley
- 14 września 2010 – Connection